# Mărtiniș
Mărtiniș é uma comuna romena localizada no distrito de Harghita, na região histórica da Transilvânia. A comuna possui uma área de 134.00 km² e sua população era de 3132 habitantes segundo o censo de 2007.